# روش بوچ

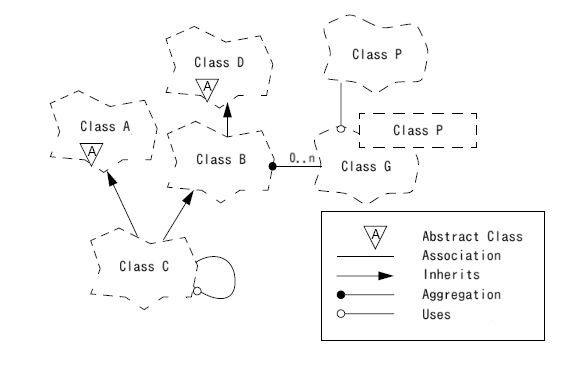
نمودار کلاس

روش بوچ (به انگلیسی: Booch Method) یک تکنیک مورد استفاده در مهندسی نرم‌افزار است. روش بوچ در واقع یک زبان مدلسازی شی و متدولوژی است که به گستردگی در تحلیل و طراحی شی گرا مورد استفاده قرار می‌گیرد. این روش توسط گریدی بوچ (Grady Booch) در زمانی که در شرکت «رشنال سافتور» (Rational Software) - که اکنون بخشی از آی بی ام است - کارمی‌کرد به وجود آمد.
جنبه نمادگذاری این روش توسط یو ام ال جایگزین شد که نمادهای گرافیکی اش برگرفته از بوچ، تکنیک مدلسازی شی(OMT) و مهندسی نرم‌افزار شی گرا(OOSE) است.
جنبه متدولوژی روش بوچ در بسیاری از متدولوژی‌ها و فرایندها استفاده شده‌است که مهم‌ترین آن‌ها آر.یو. پی(RUP)است.